# Lorenz-ijk
De Lorenz-ijk (of Lorenz-ijking) definieert een relatie tussen de elektromagnetische potentialen die invariant is onder Lorentztransformaties. De magnetische potentiaal of vectorpotentiaal A, een vector, en de elektrische potentiaal φ, een scalair, beide functies op de ruimte-tijd, waaruit de elektromagnetische velden door differentiatie verkregen kunnen worden, worden in deze Lorenz-ijk aan de volgende beperking onderworpen:
{\displaystyle {\frac {1}{c^{2}}}{\frac {\partial }{\partial t}}\varphi +\nabla \cdot \mathbf {A} =0}
Deze relatie heeft dezelfde vorm in coördinatensystemen die via een Lorentztransformatie met elkaar in verband staan. Hierbij wordt (φ / c, A) als een zogenaamde vier-vector beschouwd, hetgeen overeenstemt met de eigenschappen van het elektromagnetische veld in de speciale relativiteitstheorie. Deze ijking heet daarom Lorentz-invariant; potentialen die in één coördinatenstelsel aan de Lorenz-ijk voldoen, voldoen in ieder in de speciale relativiteitstheorie toegelaten coördinatenstelsel aan die ijking.
Bovenstaande relatie werd in 1867 voorgesteld door de Deense natuurkundige Ludvig Lorenz; niet te verwarren met de Nederlandse natuurkundige Hendrik Lorentz.